# 费代里科·曼卡雷拉
费代里科·曼卡雷拉（義大利語：Federico Mancarella，1992年9月4日—），意大利男子皮划艇运动员。他曾代表意大利参加2016年和2020年夏季残疾人奥林匹克运动会皮划艇比赛，其中2020年夏季残奥会获得一枚铜牌。